# Marvel Entertainment
Marvel Entertainment, LLC (trước đây là Marvel Enterprises và Toy Biz, Inc., sau đó được tiếp thị và cách điệu thành MARVEL) là một công ty giải trí của Mỹ được thành lập vào tháng 6 năm 1998 và có trụ sở tại thành phố New York, được thành lập nhờ sự sáp nhập của Marvel Entertainment Group, Inc. và ToyBiz. Công ty này là một công ty con thuộc sở hữu của Công ty Walt Disney, và chủ yếu được biết đến với các đơn vị nhỏ hơn là Marvel Comics, Marvel Animation và Marvel Television. Marvel Studios, trước đây dưới sự bảo trợ của Marvel, đã trở thành công ty con của The Walt Disney Studios, nơi công ty phát triển và sản xuất một vũ trụ chia sẻ gồm các bộ phim mà chia sẻ tính liên tục với một số chương trình do Marvel Television sản xuất.
Năm 2009, Công ty Walt Disney đã mua lại Marvel Entertainment với giá 4 tỷ USD; nó đã là một công ty trách nhiệm hữu hạn (LLC) kể từ đó. Đối với mục đích báo cáo tài chính, Marvel chủ yếu được báo cáo là như một phần của phân khúc Sản phẩm tiêu dùng của Disney kể từ khi Marvel Studios tái tổ chức thành Walt Disney Studios.
Trong những năm qua, Marvel Entertainment đã tham gia vào một số quan hệ đối tác và đàm phán với các công ty khác trên nhiều lĩnh vực kinh doanh., Marvel có thỏa thuận cấp phép phim với Sony Pictures (cho phim Người nhện) và Universal Pictures (quyền từ chối đầu tiên nhận quyền phân phối cho bất kỳ phim Hulk nào trong tương lai do Marvel Studios sản xuất) và thỏa thuận cấp phép công viên chủ đề với IMG Worlds of Adventure và Universal Park & Resorts (dành cho các quyền nhân vật cụ thể của Marvel tại Islands of Adventure và Universal Studios Nhật Bản). Ngoài hợp đồng với Công viên & Khu nghỉ dưỡng Universal, các nhân vật và tài sản của Marvel cũng đã xuất hiện tại các Công viên Disney.
Vào ngày 29 tháng 3 năm 2023, các hoạt động của Marvel Entertainment, bao gồm Marvel Comics và Marvel Games , được hợp nhất thành các đơn vị kinh doanh lớn hơn của Disney.

## Lịch sử

### Tập đoàn giải trí Marvel
Marvel Entertainment Group, Inc. (hoặc MEG), được thành lập vào ngày 2 tháng 12 năm 1986, bao gồm Marvel Comics và Marvel Productions. Năm đó, nó được bán cho New World Entertainment Ltd như một phần của việc thanh lý Cadence Industries. Vào ngày 6 tháng 1 năm 1989, MacAndrews & Forbes Holdings của Ronald Perelman đã mua Marvel Entertainment từ New World với giá 82,5 triệu USD. Thỏa thuận này không bao gồm Marvel Productions, mà được xếp vào mảng kinh doanh phim và truyền hình của New World. 
Perelman nói: “Đó là một Disney thu nhỏ về mặt sở hữu trí tuệ. Disney có những nhân vật được đánh giá cao hơn nhiều và những nhân vật được đánh giá nhẹ hơn, trong khi các nhân vật của chúng tôi được gọi là những anh hùng hành động. Nhưng tại Marvel, chúng tôi hiện đang kinh doanh trong lĩnh vực sáng tạo và tiếp thị các nhân vật."

### Chào bán công khai và mua lại
Marvel đã thực hiện đợt chào bán lần đầu ra công chúng với 40% cổ phiếu (ký hiệu cổ phiếu NYSE:MRV) vào ngày 15 tháng 7 năm 1991, trao 40 triệu đô la từ số tiền thu được cho Tập đoàn Andrews - công ty mẹ trực tiếp khi đó của Marvel trong MacAndrews & Forbes Holdings.
Vào đầu những năm 1990, Marvel Entertainment Group bắt đầu mở rộng thông qua việc mua lại và thành lập các bộ phận mới. Marvel đã mua công ty kinh doanh thẻ Fleer vào ngày 24 tháng 7 năm 1992. Ngày 30 tháng 4 năm 1993, Marvel mua lại 46% cổ phần của ToyBiz, công ty này đã trao cho Marvel quyền sản xuất đồ chơi Marvel. Tập đoàn Andrews bổ nhiệm Avi Arad của ToyBiz làm chủ tịch và giám đốc điều hành của bộ phận Marvel Films. 
Năm 1993 và 1994, các công ty mẹ của Marvel, Marvel Holdings, Inc. và Marvel Parent Holdings, Inc., được thành lập giữa Andrews Group và MEG. Các công ty này đã phát hành hơn nửa tỷ đô la trái phiếu dưới sự chỉ đạo của Perelman. Số tiền này được chuyển thành cổ tức cho nhóm các công ty của Perelman. Ngày 5 tháng 7 năm 1994, Marvel mua lại Panini Group, một nhà sản xuất nhãn dán người Ý,  tiếp theo là Malibu Comics vào ngày 3 tháng 11  và Heroes World Distribution - nhà phân phối khu vực cho các cửa hàng truyện tranh vào tháng Mười Hai. Vào ngày 10 tháng 3 năm 1995, Marvel mua lại công ty kinh doanh thẻ SkyBox International và hoàn tất vào tháng Năm.
Việc Marvel cố gắng phân phối trực tiếp các sản phẩm của mình đã dẫn đến việc giảm doanh số bán hàng và làm trầm trọng thêm những tổn thất mà Marvel phải gánh chịu khi mà việc sưu tập truyện tranh nổ ra. Cuộc đình công của Giải bóng chày nhà nghề năm 1994 đã tàn sát lợi nhuận của đơn vị Fleer. Và Panini, công ty có doanh thu chủ yếu phụ thuộc vào việc cấp phép của Disney đã gặp khó khăn do các suất chiếu kém của Disney tại phòng vé. Một số ít người bất đồng ý kiến cho rằng không có việc sưu tập truyện tranh nào tồn tại. 

### Phá sản và Marvel Studios
Cuối năm 1995, Marvel báo cáo khoản lỗ đầu tiên dưới thời Perelman, nguyên nhân chủ yếu là do quy mô lớn của công ty và thị trường bị thu hẹp. Ngày 4 tháng 1 năm 1996, Marvel sa thải 275 nhân viên. 
Cuối năm 1996, Perelman đề xuất một kế hoạch cứu Marvel, trong đó công ty sẽ hợp nhất với Toy Biz sau khi Perelman chi 350 triệu đô la cho số cổ phần Toy Biz mà ông chưa sở hữu. Sau đó, anh ấy sẽ nhận được cổ phiếu Marvel mới phát hành để duy trì 80% cổ phần của mình. 
Bằng một cách riêng biệt nào đó, vào tháng 7 năm 1996, Marvel đã nộp đơn lên Ủy ban Chứng khoán và Giao dịch Hoa Kỳ để huy động tiền thành lập một thực thể tư nhân có tên là Marvel Studios. Phần lớn số tiền để thành lập Marvel Studios đến từ việc bán cổ phiếu của Toy Biz . 
Vào ngày 27 tháng 12 năm 1996, nhóm các công ty Marvel đã nộp đơn xin bảo hộ phá sản theo Chương 11. Vào thời điểm này, Carl Icahn, một doanh nhân và nhà đầu tư người Mỹ, bắt đầu mua trái phiếu của Marvel với giá 20% giá trị của chúng và ra tay ngăn chặn kế hoạch của Perelman. Vào tháng 2 năm 1997, Icahn đã giành được sự chấp thuận của tòa án phá sản để nắm quyền kiểm soát cổ phiếu của công ty. Sau đó, vào tháng 6 năm 1997, Icahn giành quyền thay thế hội đồng quản trị của Marvel, trong đó có Perelman. 
Vào tháng 12 năm 1997, trong giai đoạn tổ chức lại sau phá sản, Toy Biz đã đạt được thỏa thuận mua lại Marvel từ các ngân hàng. Tháng 12 năm 1997, tòa án phá sản đã chỉ định một người được ủy thác giám sát công ty thay cho Icahn. Vào tháng 4 năm 1998, trong khi cuộc chiến pháp lý vẫn tiếp diễn, NYSE đã hủy niêm yết cổ phiếu Marvel. 
Vào tháng 8 năm 2008, cựu giám đốc công ty Ronald Perelman đã trả 80 triệu đô la để giải quyết một vụ kiện cáo buộc ông đã giúp chuyển 553,5 triệu đô la trong các ghi chú khi ông kiểm soát công ty.

### Doanh nghiệp Marvel
ToyBiz và Marvel Entertainment Group đã được sáp nhập vào Marvel Enterprises để thoát khỏi tình trạng phá sản vào ngày 2 tháng 6 năm 1998. Tháng 2 năm 1999, Fleer/Skybox được bán cho một công ty thuộc sở hữu của hai cha con Alex và Roger Grass với giá 30 triệu USD. 
Sau đó, quyền đối với những cái tên như "Người nhện" đã bị thách thức. Toy Biz đã thuê một luật sư để xem xét thỏa thuận cấp phép của mình. Luật sư bằng sáng chế của Los Angeles Carole E. Handler đã tìm thấy lỗ hổng pháp lý trong việc cấp phép tên Marvel và đã thành công trong việc đòi lại quyền làm phim của Marvel Enterprises đối với nhân vật Người Nhện của họ. 
Marvel Enterprise tự tổ chức thành bốn đơn vị chính, Marvel Studios, Toy Biz, Cấp phép và Xuất bản. Trong khi đó, vào tháng 11 năm 1999, thêm Marvel Characters Group để quản lý IP của Marvel và giám sát hoạt động tiếp thị. Marvel bổ nhiệm chủ tịch Marvel New Media, Steve Milo vào tháng 11 năm 2000 để giám sát trang web của mình. 
Năm 2003, Bill Stine mua lại Quest Aerospace - một thương vụ mua lại Toy Biz năm 1995, từ Marvel. Vào mùa hè năm 2003, Marvel đã đưa ra lời đề nghị cho Artisan Entertainment. Một đơn vị mới, Marvel International, được thành lập tại London dưới sự điều hành của chủ tịch Bruno Maglione, nhằm mở rộng hoạt động và sự hiện diện của công ty tại các thị trường lớn ở nước ngoài vào tháng 11 năm 2003. Tháng 12 năm 2003, Entertainment mua lại Cover Concepts từ Hearst Communications, Inc.  Tháng 11 năm 2004, Marvel hợp nhất hoạt động cấp phép kinh doanh quần áo ngủ trẻ em với American Marketing Enterprises, Inc. 
Vào tháng 11 năm 2004, tập đoàn đã kiện NCSoft Corp có trụ sở tại Hàn Quốc và Cryptic Studios Inc. có trụ sở tại San Jose, California về khả năng vi phạm nhãn hiệu trong trò chơi trực tuyến nhiều người chơi City of Heroes của họ.  Marvel đã giải quyết một vụ kiện về tiền bản quyền phim vào tháng 4 năm 2005 với cựu tổng biên tập, nhà xuất bản và nhà sáng tạo, Stan Lee. Marvel trả cho ông 10 triệu đô la và thương lượng chấm dứt tiền bản quyền của ông.

### Công ty giải trí Marvel
Vào tháng 9 năm 2005, Marvel Enterprises đổi tên thành Marvel Entertainment để phản ánh sự mở rộng của tập đoàn sang việc tài trợ cho các bộ phim của riêng mình. 
Năm 2007, một số nhóm liên quan đến Stan Lee Media đã đệ đơn kiện Marvel Entertainment với số tiền 1 tỷ đô la và các tác phẩm Marvel của Lee ở nhiều bang nhưng hầu hết các vụ kiện đều bị bác bỏ. Ngoài ra, một vụ kiện về quyền sở hữu nhân vật Ghost Rider đã được đệ trình vào ngày 30 tháng 3 năm 2007 bởi Gary Friedrich và Gary Friedrich Enterprises, Inc. 

### Công ty con của Disney (2009–2023)
Vào ngày 31 tháng 8 năm 2009, Công ty Walt Disney đã công bố thỏa thuận mua lại Marvel Entertainment với giá 4 tỷ đô la Mỹ. Trong đó các cổ đông của Marvel sẽ nhận được 30 đô la Mỹ và khoảng 0,745 cổ phiếu Disney cho mỗi cổ phiếu Marvel mà họ sở hữu. Cuộc bỏ phiếu diễn ra vào ngày 31 tháng 12 năm 2009 và việc sáp nhập đã được thông qua. Việc mua lại Marvel đã được hoàn tất vài giờ sau cuộc bỏ phiếu của cổ đông, do đó Disney có được toàn quyền sở hữu Marvel Entertainment. Công ty đã bị hủy niêm yết khỏi Sở giao dịch chứng khoán New York với ký hiệu đánh dấu (MVL), do kết thúc giao dịch.
Vào ngày 2 tháng 6 năm 2010, Marvel thông báo rằng họ đã thăng chức cho Joe Quesada làm Giám đốc Sáng tạo của Marvel Entertainment.  Tháng 6 năm 2010, Marvel thành lập bộ phận truyền hình do Jeph Loeb làm phó chủ tịch điều hành. Ba tháng sau, Smith & Tinker được Marvel cấp phép quyền nhân vật cho một trò chơi sưu tập kỹ thuật số siêu anh hùng dành cho nền tảng di động của Facebook và Apple. Vào ngày 1 tháng 10 năm 2010, Marvel chuyển văn phòng của mình đến một dãy phòng rộng 60.000 foot vuông (5.600 m2) tại 135 W. 50th Street, Thành phố New York, New York, theo hợp đồng thuê lại 9 năm. 
Vụ kiện của Stan Lee Media chống lại Marvel lại bị bác bỏ vào tháng 2 năm 2011. 
Vào tháng 3 năm 2013, Feld Entertainment đã đồng ý với Marvel để sản xuất một chương trình đấu trường trực tiếp dựa trên Nhân vật Marvel. Marvel cũng đang tung ra một chương trình web về phong cách sống và văn hóa đại chúng mới là “Earth's Mightiest Show”. Vào ngày 22 tháng 8 năm 2013, Marvel Entertainment thông báo rằng họ đang làm việc với Hero Ventures trên The Marvel Experience - một sản phẩm/điểm tham quan du lịch. Vào tháng 4 năm 2014, Hong Kong Disneyland công bố việc xây dựng Iron Man Experience, chuyến đi Marvel đầu tiên tại bất kỳ công viên giải trí nào của Disney. Nó mở cửa vào năm 2017 và được xây dựng trên một địa điểm trong Tomorrowland của công viên. 
Vào ngày 16 tháng 9 năm 2009, gia sản Jack Kirby đã gửi thông báo chấm dứt hợp đồng cho Walt Disney Studios, 20th Century Fox, Universal Pictures, Paramount Pictures và Sony Pictures nhằm cố gắng giành quyền kiểm soát các nhân vật khác nhau của Silver Age Marvel. Marvel đã tìm cách làm mất hiệu lực những tuyên bố đó. Vào giữa tháng 3 năm 2010, gia sản của Kirby "đã kiện Marvel chấm dứt bản quyền và thu lợi nhuận từ các tác phẩm truyện tranh của Kirby."  Vào tháng 7 năm 2011, United States District Court for the Southern District of New York đã ban hành một phán quyết ngắn gọn có lợi cho Marvel và đã được United States Court of Appeals for the Second Circuit khẳng định vào tháng 8 năm 2013. Gia đình Kirby đã nộp đơn vào ngày 21 tháng 3 năm 2014 để Tòa án Tối cao Hoa Kỳ xem xét lại vụ việc, nhưng một thỏa thuận đã đạt được vào ngày 26 tháng 9 năm 2014 và gia đình yêu cầu bác đơn khởi kiện.
Chủ tịch phụ trách truyền hình, xuất bản và thương hiệu của Marvel Dan Buckley đã được thăng chức làm chủ tịch của Marvel Entertainment vào tháng 1 năm 2017. Bổ sung các trò chơi, quản lý thương hiệu toàn cầu và các nhóm nhượng quyền thương mại vào các trách nhiệm hiện tại của ông. Vào tháng 10 năm 2017, Ron Richards bắt đầu làm việc tại Marvel Entertainment với tư cách là phó chủ tịch kiêm Tổng biên tập của New Media. Marvel New Media đã mở rộng sang một lĩnh vực mới với việc phát triển một loạt podcast có kịch bản, Wolverine: The Long Night, nó được công bố vào ngày 5 tháng 12 năm 2017. Marvel và SiriusXM đã công bố một thỏa thuận kéo dài nhiều năm vào ngày 22 tháng 10 năm 2019 cho chuỗi podcast có kịch bản và không có kịch bản cũng như các sự kiện trực tiếp theo chủ đề. 
Marvel Entertainment đã công bố nhượng quyền thương mại mầm non mới, Marvel Super Hero Adventures vào tháng 9 năm 2017 bao gồm một loạt phim hoạt hình ngắn cùng với xuất bản và hàng hóa trong tháng 10 "Marvel Mania". Vào ngày 7 tháng 12 năm 2017, Marvel đã công bố nhượng quyền thương mại Marvel Rising tập trung vào các nhân vật mới khi còn trẻ bắt đầu hoạt hình vào năm 2018. Marvel Comics dự kiến sẽ xuất bản tài liệu cho Marvel Rising, nhưng đã trì hoãn bất kỳ thông báo nào về tài liệu của họ. 
Vào tháng 5 năm 2018, Công ty Walt Disney Australia đã mua quyền đặt tên trong 8 năm cho Sân vận động Docklands từ Melbourne Stadiums Limited và chọn thương hiệu Marvel làm một phần của tên. Kể từ ngày 1 tháng 9 năm 2018, sân vận động đã được biết đến với tên thương mại là Sân vận động Marvel. Một cửa hàng bán lẻ Marvel và các mặt hàng khác của Marvel sẽ được thêm vào sân vận động. 
Vào tháng 10 năm 2019, người đứng đầu Marvel Studios Kevin Feige được bổ nhiệm làm Giám đốc sáng tạo của Marvel, giám sát tất cả các công việc sáng tạo trong Marvel Entertainment và ngoài Marvel Studios. Theo cấu trúc, Marvel Television và Marvel Family Entertainment (hoạt hình) chuyển đến Marvel Studios, với chủ tịch Marvel Entertainment Dan Buckley báo cáo cho Feige. Với thông báo vào tháng 12 năm 2019 về việc sáp nhập Marvel TV vào Marvel Studios, các giám đốc điều hành từ cấp phó chủ tịch trở lên của mảng truyền hình và hoạt hình dưới thời Feige đã bị sa thải cùng với việc loại bỏ Brian Crosby khỏi vị trí giám đốc sáng tạo của Themed Entertainment cho Marvel Entertainment. 
Vào ngày 29 tháng 3 năm 2023, Disney sa thải chủ tịch của Marvel Entertainment, Issac Perlmutter và các hoạt động của công ty con được gộp vào các đơn vị kinh doanh khác của Disney. 

## Đơn vị

### Hiện tại
- Marvel Custom Solutions, truyện tranh tùy chỉnh
- Marvel Brands, LLC
- Marvel Unlimited
  - Marvel Games, bộ phận được sử dụng để quảng bá trò chơi điện tử và cấp phép sở hữu trí tuệ của Marvel cho các nhà xuất bản trò chơi điện tử.
- Cover Concepts, Inc.
- Marvel Worldwide, Inc., publisher of Marvel Comics
  - Marvel Comics
  - Marvel Press
  - Marvel Knights
  - Icon Comics
  - Infinite Comics
  - Timely Comics
  - MAX

#### Công ty sở hữu trí tuệ
- Iron Works Productions LLC, công ty con bản quyền phim
- Incredible Productions LLC (Delaware), công ty con về bản quyền phim
- Marvel Characters, Inc.: công ty con nắm giữ quyền chung của tất cả các nhân vật Marvel Comics
  - MVL Rights, LLC: công ty con nắm giữ bản quyền phim của các nhân vật Marvel Comics (phạm vi phim ký hợp đồng với MVL Film Finance LLC)
  - MVL Film Finance LLC: người nắm giữ khoản nợ của Marvel's Movie và quyền chiếu rạp đối với mười nhân vật làm tài sản thế chấp.
- Marvel Characters BV (Hà Lan)
- Marvel International Character Holdings LLC (Delaware)
- Marvel Property, Inc. (Delaware) thành lập ngày 12 tháng 2 năm 1986  (trước đây là Marvel Entertainment Group, Inc.)
- Marvel Entertainment International Limited (Vương quốc Anh)
- Marvel Property, Inc. (Delaware)
- Marvel Internet Productions LLC (Delaware)
- Công ty TNHH Đồ chơi Marvel (Hồng Kông)
- MRV, Inc. (Delaware)
  - Iron Works Productions LLC: công ty con nắm giữ khoản nợ để tài trợ cho các bộ phim Iron Man
  - Incredible Productions LLC (Delaware): công ty con nắm giữ khoản nợ để tài trợ cho các bộ phim Incredible Hulk
  - MVL Iron Works Productions Canada, Inc. (Tỉnh Ontario)
  - MVL Incredible Productions Canada, Inc. (Tỉnh Ontario)
  - Asgard Productions LLC (Delaware): công ty con nắm giữ nợ để tài trợ cho các bộ phim Thor.
  - Green Guy Toons LLC (Delaware): công ty con nắm giữ nợ để tài trợ cho các chương trình hoạt hình và phim hoạt hình Hulk.
  - Squad Productions LLC (Delaware)

#### Marvel New Media
Marvel New Media (còn được gọi là Marvel Digital) là một đơn vị của Công ty Walt Disney bao gồm trang web của công ty, sê-ri web, và podcast. Các chương trình kỹ thuật số của New Media là THWIP! The Big Marvel Show, The Marvel Minute, Marvel LIVE! và Top 10 của Marvel . 
Vào tháng 10 năm 2017, Ron Richards bắt đầu làm việc tại Marvel Entertainment với tư cách là phó chủ tịch kiêm Tổng biên tập của New Media. Trong khi người dẫn chương trình truyền hình tự do của Marvel Digital Lorraine Cink được thuê làm Nhà sản xuất sáng tạo cấp cao. Marvel New Media mở rộng sang một lĩnh vực mới với việc phát triển một loạt podcast có kịch bản là Wolverine: The Long Night được công bố vào ngày 5 tháng 12 năm 2017. 
Vào ngày 7 tháng 4 năm 2018 tại Chicago Comic and Entertainment Expo, Marvel New Media đã công bố phương tiện mới của mình. Marvel đã bổ nhiệm Shane Rahmani làm phó chủ tịch cấp cao kiêm tổng giám đốc mảng truyền thông mới vào tháng 3 năm 2019.  Vào ngày 10 tháng 4 năm 2019, danh sách 10 loạt phim chưa được công bố bao gồm hai phim từ Marvel New Media đã được tiết lộ cho Disney+. Sau khi Rahmani rời Google, người dẫn chương trình podcast Ryan Penagos trở thành phó chủ tịch và giám đốc điều hành sáng tạo của tổ chức. 
Marvel và SiriusXM đã công bố vào ngày 22 tháng 10 năm 2019, một thỏa thuận kéo dài nhiều năm cho nhiều loạt podcast có kịch bản và không có kịch bản để ra mắt vào năm 2020. Bốn phần kịch bản đầu tiên có Black Widow, Hawkeye, Star-Lord và Wolverine, dự kiến sẽ dẫn đến phần thứ năm có cả bốn nhân vật. Các podcast không được công bố của phương tiện chặn sẽ bao gồm các chương trình trò chuyện, lịch sử của Marvel qua góc nhìn văn hóa đại chúng thời hiện đại và các podcast tập trung vào các thương hiệu nổi tiếng của Marvel. 

#### Webcasts
- Earth's Mightiest Show (March 2018–) Một sê-ri web tạp chí hàng tuần tập trung vào người hâm mộ và văn hóa Marvel.
- Eat the Universe
- Marvel LIVE!
- The Marvel Minute
- Marvel Top 10 (2017–)
- Marvel's Hero Project (12 tháng 11 năm 2019 – 20 tháng 3 năm 2020) được sản xuất với Maggievision Productions cho Disney+; tài liệu những người trẻ tuổi ảnh hưởng đến cộng đồng địa phương của họ.
- Marvel's 616 working title (TBA) được sản xuất với Supper Club cho Disney+; loạt phim tài liệu tuyển tập mô tả sự giao thoa giữa các câu chuyện, nhân vật và người sáng tạo của Marvel với thế giới thực.
- Marvel's Storyboards (TBA) cho Disney+; được tổ chức bởi Joe Quesada, giám đốc sáng tạo của Marvel Entertainment, nơi anh ấy phỏng vấn các khách mời từ nhiều hoàn cảnh khác nhau để tìm hiểu câu chuyện của họ với dự kiến khoảng một chục tập dài khoảng 10 đến 15 phút..
- This Week in Marvel (khởi chạy lại).
- THWIP! The Big Marvel Show
- Women of Marvel (tháng 6 năm 2014–?; ra mắt lại vào tháng 2 năm 2018–) một quan điểm của phụ nữ về ngành truyện tranh.

#### Phỏng vấn/không công bố
| Tiêu đề                                     | Mùa | Tập phim | Phát sóng lần đầu | Công ty sản xuất             |
| ------------------------------------------- | --- | -------- | ----------------- | ---------------------------- |
| Marvel's Voices                             | 2   | 75       | 2012              | Marvel New Media             |
| Women of Marvel                             | 1   | 286      | 2014              | Truyền thông mới của Marvel  |
| Marvel's Declassified                       | 1   | 12       | 2020              | Marvel New Media / Sirius XM |
| Marvel/Method                               | 1   | 8        | 2021              | Marvel New Media / Sirius XM |
| The History of Marvel Comics: Black Panther | 1   | 6        | 2022              | Marvel New Media / Sirius XM |

###### Drama
| Tiêu đề                                            | Mùa | Tập phim | Phát sóng lần đầu | Công ty sản xuất             |
| -------------------------------------------------- | --- | -------- | ----------------- | ---------------------------- |
| Wolverine: The Long Night                          | 1   | 10       | 2018              | Marvel New Media / Stitcher  |
| Wolverine: The Lost Trail                          | 1   | 10       | 2019              | Marvel New Media / Stitcher  |
| Marvels                                            | 1   | 10       | 2019              | Marvel New Media / Stitcher  |
| Wolverine: La Larga Noche                          | 1   | 10       | 2021              | Marvel New Media / Sirius XM |
| Marvel's Wastelanders: Star-Lord                   | 1   | 10       | 2021              | Marvel New Media / Sirius XM |
| Marvel's Wastelanders: Hawkeye                     | 1   | 10       | 2021              | Marvel New Media / Sirius XM |
| Marvel's Wastelanders: Black Widow                 | 1   | 10       | 2022              | Marvel New Media / Sirius XM |
| Marvel's Squirrel Girl: The Unbeatable Radio Show! | 1   | 6        | 2022              | Marvel New Media / Sirius XM |
| Marvel's Wastelanders: Wolverine                   | 1   | 10       | 2022              | Marvel New Media / Sirius XM |
| Marvel's Wastelanders: Doom                        | 1   | 10       | 2022              | Marvel New Media / Sirius XM |
| Marvel's Wastelanders                              | 1   | 10       | 2022              | Marvel New Media / Sirius XM |

#### Trước đây
- Marvel Toys, trước đây là "Toy Biz" (1984–2007)
- Marvel Merchandising department/Heroes World Distribution Co. (đầu những năm 1970–1975/1994–1996)
- Malibu Comics (1994–1997)
- Bộ phận Marvel Books (c.1985)
- Marvel Comics Ltd. (1972–1995; công ty con tại Anh)
- Marvel Studios, LLC (1996–2015) trước đây là Marvel Films (1993–1996), một công ty sản xuất phim và truyền hình; nay là công ty con của The Walt Disney Studios 
  - Marvel Films Animation – phân khu hoạt hình (1994–1997)
  - Marvel Film Productions LLC (Delaware)
  - Công ty con quyền MVL Development LLC (Delaware)
- Marvel Television, Inc. (2010–2019) hiện là một bộ phận của Marvel Studios.
  - Marvel Animation, LLC. (2008–2020) Công ty con chịu trách nhiệm giám sát các sản phẩm hoạt hình của Marvel. 
    - MLG Productions (2006–2011), công ty con của Marvel & Lionsgate cho các Tính năng hoạt hình của Marvel
    - Hãng phim hoạt hình Marvel (2012–2020)
- Marvel Mania Restaurant (Marvel Restaurant Venture Corp.)
- Bộ phận doanh nghiệp Marvel
  - Marvel tương tác
    - Giải trí trực tuyến (Marvel Zone)
    - Xuất bản phần mềm

  - Fleer Corporation
    - Panini Group : Nhà sản xuất nhãn dán Ý

  - SkyBox quốc tế
- Công ty con xuất bản âm nhạc của Marvel Music Groups (1981–1989)
- Marvel Productions (1981–1989)
- Công ty con xuất bản âm nhạc Mighty Marvel Music Corporation (1981–1989)
- Spider-Man Merchandising, LP (2001–2013) Một liên doanh của Marvel và Sony Pictures Consumer Products Inc. sở hữu quyền đối với các sản phẩm được cấp phép liên quan đến phim Người Nhện.
- Welsh Publishing Group: nhà xuất bản tạp chí trẻ em